# 劉家業
劉家業（Keith Lau，1981年12月9日—），前香港柔道代表隊隊員及新聞主播，現任水警西分區助理指揮官(行動)總督察，曾於2013年9月27日至2015年11月7日擔任《警訊》節目主持。

## 簡歷
劉家業於2004年在香港理工大學語言及傳意學系學士學位畢業，於2005年在香港浸會大學傳理學院文學碩士（媒體專修）學位畢業。

### 柔道生涯
劉家業起初對跆拳道比較有興趣，惟課程配額滿而改為學習柔道；於香港理工大學就讀期間曾經為柔道及網球代表，並且擔任柔道學會主席。劉家業的柔道表現非常突出，於2006年4月的大專盃柔道比賽中奪得男子公開組及男子73公斤組別冠軍， 於一日內參與了10場比賽，其中九場均以「一本」擊敗對手，並且在中學柔道錦標賽奪得男子公開組66公斤級別及男子公開組冠軍，成為四料金牌得主。在其5年大專生涯，劉家業連續5年奪得香港大專柔道錦標賽個人賽、團體賽以及全場總冠軍，保持所有賽事全勝的驕人成績，因而被稱譽為「大專柔道王」。劉家業在其他香港柔道比賽同時獲獎無數，曾經為香港柔道代表隊隊員，代表香港奪得國際城市柔道錦標賽季軍。
劉家業於2011年起出任香港警察柔道會副主席，同年代表警務處參與在美國紐約舉辦的世界警察消防運動會柔道項目，贏得一面銀牌。 2013年8月，劉家業在北愛爾蘭舉行的世界警察消防運動會柔道項目上贏得一面銅牌。

### 新聞主播生涯
劉家業於2006年入職香港寬頻bbTV，擔任香港新聞台的新聞主播，於2007年轉職香港有線電視，在有線新聞台擔任新聞主播。

### 警察生涯
劉家業於2004年在香港理工大學語言及傳意學系學士學位修讀時，加入參加《警隊學長計劃》。於翌年畢業後，投考加入香港警務處，嘗試成為見習督察，同時申請入讀香港浸會大學傳理學院文學碩士（媒體專修）學位，並且獲得後者取錄，故此先行繼續學業。2007年，其警隊學長再次邀請劉家業投考加入警務處，劉家業於翌年成功成為見習督察，先後駐守於軍裝巡邏小隊 及 刑事調查隊，於2010年轉往駐守於警察公共關係科影視聯絡組。
2013年9月27日至2015年11月7日，劉家業擔任《警訊》節目主持